# Philosophers Nitra
A Philosophers Nitra egy szlovák egyetemi jégkorongcsapat Nyitrán. A csapatot 2019-ben alapították, és az Európai Egyetemi Jégkorong Ligában játszik. A klub a nyitrai Konstantin Filozófus Egyetem et képviseli. A hazai mérkőzéseit a 3 600 férőhelyes Tipsport Arénában játssza.

## Története

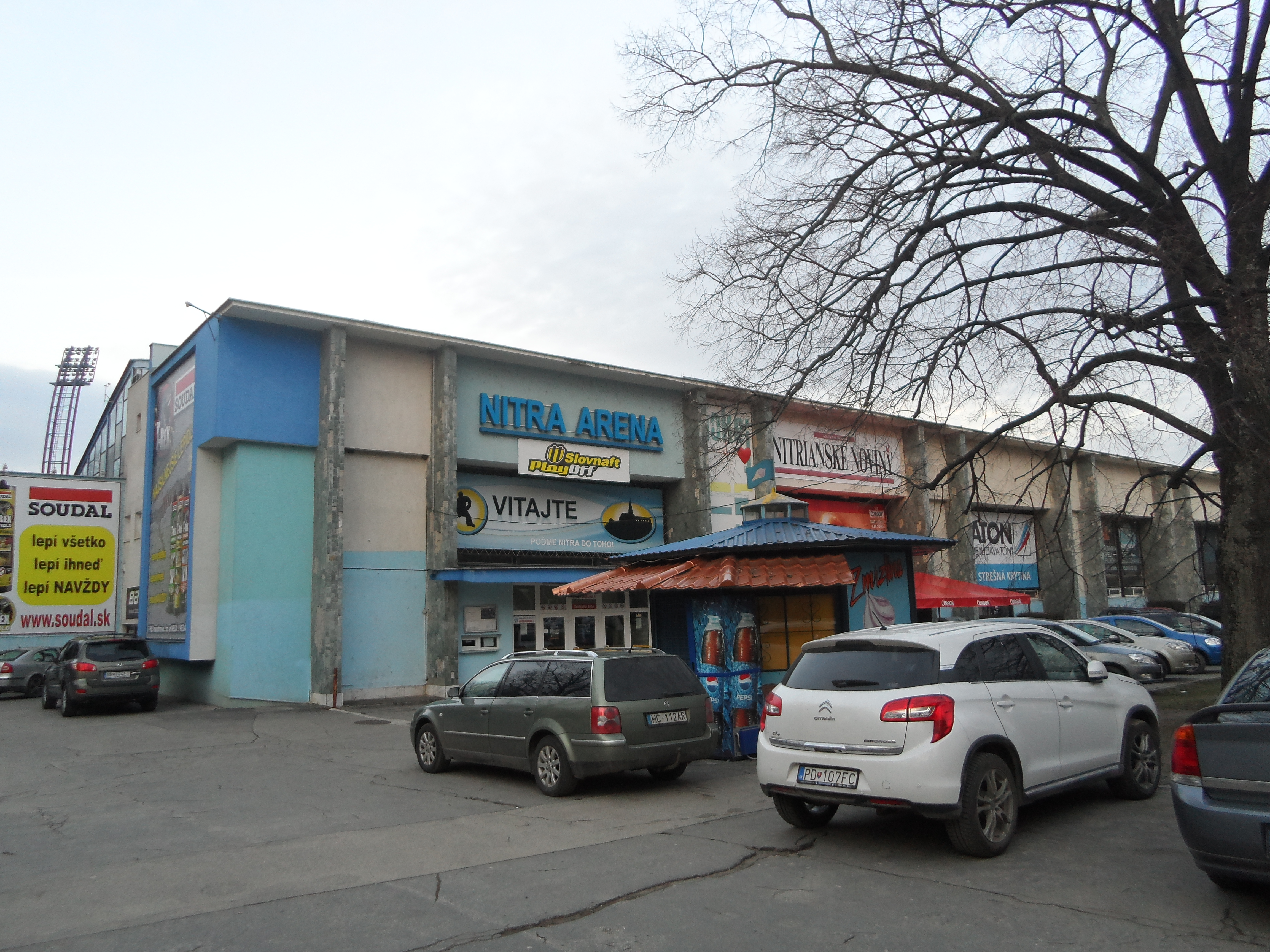
A csapat otthona, a Tipsport Aréna

A klubot 2019-ben alapították.

## Statisztikák
| Alapszakasz | Alapszakasz                           | Alapszakasz                           | Alapszakasz                           | Alapszakasz                           | Alapszakasz                           | Alapszakasz                           | Alapszakasz                           | Alapszakasz                           | Rájátszás                                   | Rájátszás                                                | Rájátszás                                                |
| Szezon      | LM                                    | GY                                    | GY.H.                                 | V. H.                                 | V                                     | G                                     | P                                     | Helyezés                              | Negyeddöntő                                 | Elődöntő                                                 | Döntő                                                    |
| ----------- | ------------------------------------- | ------------------------------------- | ------------------------------------- | ------------------------------------- | ------------------------------------- | ------------------------------------- | ------------------------------------- | ------------------------------------- | ------------------------------------------- | -------------------------------------------------------- | -------------------------------------------------------- |
| 2019–20     | 12                                    | 3                                     | 0                                     | 1                                     | 8                                     | 40:47                                 | 10                                    | 5.                                    | Győzelem a Hokiklub Budapest ellen (2-0)    | A Covid-19-járvány miatt félbe lett szakítva a rájátszás | A Covid-19-járvány miatt félbe lett szakítva a rájátszás |
| 2020–21     | A Covid-19-járvány a szezont törölték | A Covid-19-járvány a szezont törölték | A Covid-19-járvány a szezont törölték | A Covid-19-járvány a szezont törölték | A Covid-19-járvány a szezont törölték | A Covid-19-járvány a szezont törölték | A Covid-19-járvány a szezont törölték | A Covid-19-járvány a szezont törölték | A Covid-19-járvány a szezont törölték       | A Covid-19-járvány a szezont törölték                    | A Covid-19-járvány a szezont törölték                    |
| 2021–22     | 12                                    | 3                                     | 1                                     | 3                                     | 5                                     | 48:60                                 | 14                                    | 5.                                    | Vereség az UMB Hockey Team ellen (0-2)      | -                                                        | -                                                        |
| 2022–23     | 14                                    | 3                                     | 2                                     | 2                                     | 7                                     | 58:73                                 | 12                                    | 5.                                    | Vereség a Sapientia U23 ellen (1-2)         | -                                                        | -                                                        |
| 2023–24     | 14                                    | 4                                     | 1                                     | 1                                     | 8                                     | 42:64                                 | 15                                    | 6.                                    | Győzelem az UHT Sabers Oświęcim ellen (2-1) | Vereség a Gladiators Trenčín ellen (1-3)                 | -                                                        |
| 2024–25     | 12                                    | 1                                     | 1                                     | 1                                     | 9                                     | 34:71                                 | 6                                     | 7.                                    | Nem jutott be a rájátszásba                 | Nem jutott be a rájátszásba                              | Nem jutott be a rájátszásba                              |